# Supervisor del Tesoro
| m | r · xtm | t |

| m | r · xtm | t |

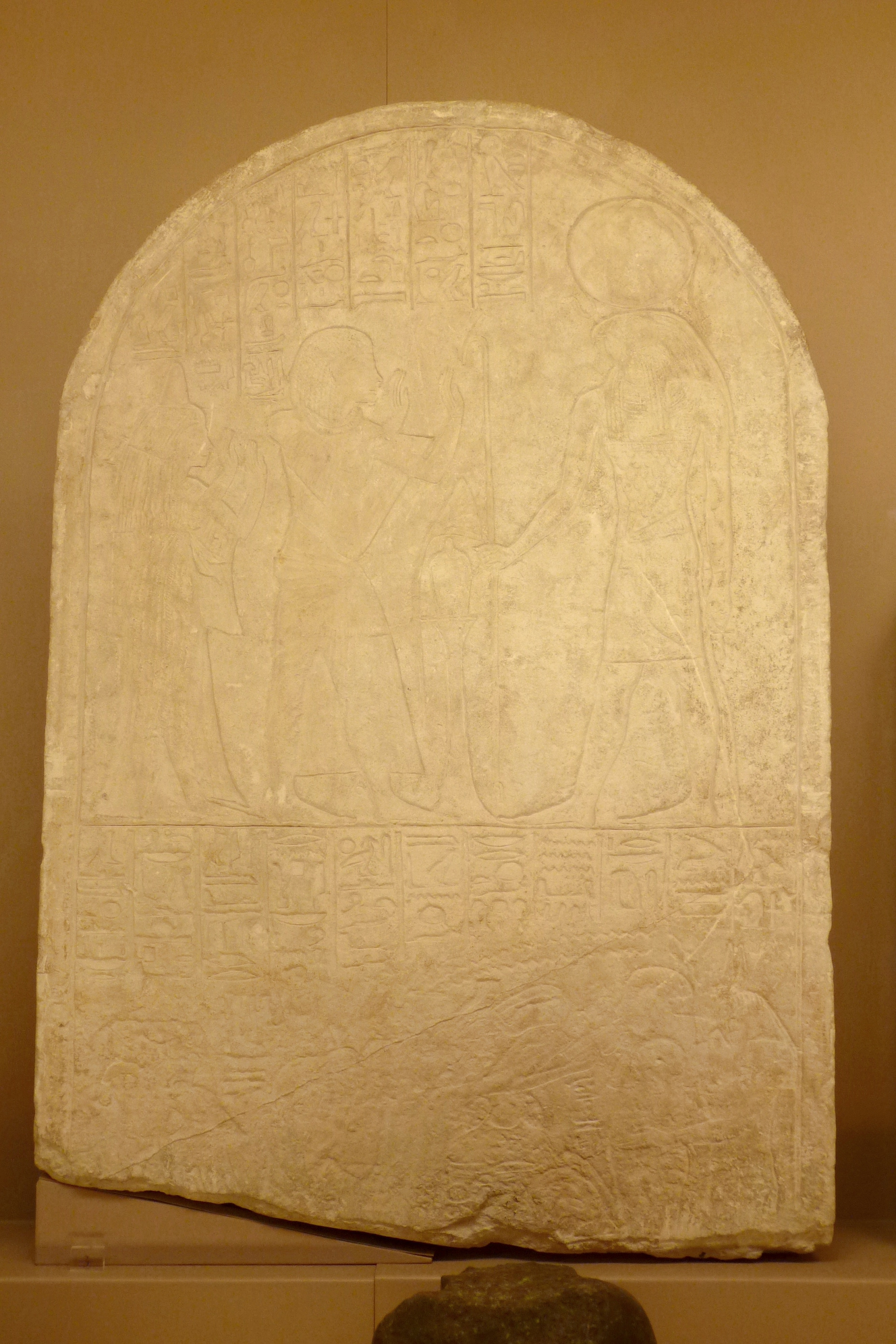
Estela funeraria de Huy, Supervisor del Sello (tesorero), adorando a Ra-Horajty. En la parte inferior, escena de su ceremonia de apertura de la boca. Dinastía XVIII, Reino Nuevo. Museo Arqueológico de Bolonia.

El Supervisor del Tesoro o tesorero real en el Antiguo Egipto tenía el título de Imi-ra jetemet (Supervisor del Sello o de las cosas selladas). El título se conoce en esta forma desde el final del Imperio Antiguo (alrededor de 2300 a. C.) En el Imperio Medio (ca. 2000-1650 a. C.), era un alto cargo y estaba fuera de la influencia del chaty después de esta fecha.
Era el tesorero de la corte real y controlaba la entrada de mercancías almacenadas: no solo alimentos, sino también materias primas y productos terminados. También estaba al frente de los talleres del palacio, y a veces recibía el título de jefe de la casa del tesoro. Como administrador de los tesoros reales era a menudo el encargado de proyecto importantes.
- Datos: Q844409
- Multimedia: Ancient Egyptian treasurers / Q844409